# Щербина Володимир Олександрович
Щербина Володимир Олександрович (3 лютого 1935, Макіївка, Сталінська область — 19 січня 2023, Харків) — доктор фізико-математичних наук, професор кафедри математичної фізики і обчислювальної математики Харківського національного університету ім. В. Каразіна.

## Життєпис
Народився 03 лютого 1935 (м. Макіївка, Донецької області) в сім'ї службовця; українець; вдівець; має 2 доньок, старша з яких — відома математикиня, член-кореспондентка НАНУ Щербина Марія Володимирівна.
Освіта Харківський державний університет, математик; кандидатська дисертація «Регуляризація добутків узагальнених функцій типу причинових функцій квантової теорії поля» (Харків, травень 1964); докторська дисертація «Деякі властивості R-операцій для полів з локальною взаємодією» (Математичний інститут АН СРСР, грудень 1975).
З 1952 — студент, аспірант Харківського державного університету.
У 1960—1974 — науковий працівник Фізико-технічного інституту низьких температур АН УРСР.
З 1974 — завідувач кафедри математичної фізики і обчислювальної математики Харківського державного університету.
Був членом Демократичної партії України, заступником голови Президії об'єднання «Нова Україна».
Народний депутат України (12)1-го скликання з 05.1990 (1-й тур) до 04.1994, Радянський виборчій округ № 375, Харківська область. Член Комісії з питань економічної реформи та управлінням народним господарством. Входив до Народної Ради, був головою фракції «Нова Україна».
03.1994 — кандидат у народні депутати України, Конотопський виборчий округ № 346, Сумська область, висун. виборцями, 1-й тур — 7,81 %, 3 місце з 17 претендентів; обраний депутат — В. С. Юрковський, член КПУ.
Довірена особа кандидата на пост Президента України Віктора Ющенка в ТВО № 177 (2004—2005).
Був у складі ініціаторів створення Харківського фізико-математичного ліцею № 27.
Помер 19 січня 2023 року.

## Джерело
- Довідка [Архівовано 4 березня 2016 у Wayback Machine.]